# تیواسن (چونگ بوک-دو-گنگوون-دو)
تیواسن (به لاتین: Taehwasan) یک کوه در کره جنوبی است که در کره جنوبی واقع شده‌است. تیواسن ۱٬۰۲۷٫۴ متر بالاتر از سطح دریا واقع شده‌است.